# Versonnex (Alta Savoia)
Versonnex és un municipi francès situat al departament de l'Alta Savoia i a la regió d'Alvèrnia-Roine-Alps. L'any 2007 tenia 470 habitants.

## Demografia

### Població
El 2007 la població de fet de Versonnex era de 470 persones. Hi havia 146 famílies de les quals 20 eren unipersonals (8 homes vivint sols i 12 dones vivint soles), 38 parelles sense fills, 84 parelles amb fills i 4 famílies monoparentals amb fills.
La població ha evolucionat segons el següent gràfic:
Habitants censats

### Habitatges
El 2007 hi havia 174 habitatges, 151 eren l'habitatge principal de la família, 12 eren segones residències i 11 estaven desocupats. 160 eren cases i 14 eren apartaments. Dels 151 habitatges principals, 138 estaven ocupats pels seus propietaris i 12 estaven llogats i ocupats pels llogaters; 3 tenien dues cambres, 12 en tenien tres, 34 en tenien quatre i 103 en tenien cinc o més. 145 habitatges disposaven pel capbaix d'una plaça de pàrquing. A 36 habitatges hi havia un automòbil i a 112 n'hi havia dos o més.

### Piràmide de població
La piràmide de població per edats i sexe el 2009 era:
| Homes | Edats   | Dones |
| ----- | ------- | ----- |
| 0     | 95 o +  | 0     |
| 0     | 90 a 94 | 0     |
| 0     | 85 a 89 | 4     |
| 0     | 80 a 84 | 0     |
| 0     | 75 a 79 | 4     |
| 0     | 70 a 74 | 0     |
| 8     | 65 a 69 | 0     |
| 8     | 60 a 64 | 8     |
| 8     | 55 a 59 | 12    |
| 20    | 50 a 54 | 16    |
| 8     | 45 a 49 | 8     |
| 4     | 40 a 44 | 8     |
| 12    | 35 a 39 | 12    |
| 20    | 30 a 34 | 20    |
| 8     | 25 a 29 | 16    |
| 12    | 20 a 24 | 0     |
| 8     | 15 a 19 | 16    |
| 16    | 10 a 14 | 24    |
| 8     | 5 a 9   | 12    |
| 8     | 0 a 4   | 16    |

## Economia
El 2007 la població en edat de treballar era de 310 persones, 239 eren actives i 71 eren inactives. De les 239 persones actives 230 estaven ocupades (123 homes i 107 dones) i 10 estaven aturades (4 homes i 6 dones). De les 71 persones inactives 24 estaven jubilades, 35 estaven estudiant i 12 estaven classificades com a «altres inactius».

### Ingressos
El 2009 a Versonnex hi havia 162 unitats fiscals que integraven 515,5 persones, la mediana anual d'ingressos fiscals per persona era de 21.836 €.

### Activitats econòmiques
Dels 12 establiments que hi havia el 2007, 1 era d'una empresa extractiva, 7 d'empreses de construcció, 1 d'una empresa de comerç i reparació d'automòbils, 1 d'una empresa d'hostatgeria i restauració, 1 d'una empresa de serveis i 1 d'una entitat de l'administració pública.
Dels 6 establiments de servei als particulars que hi havia el 2009, 1 era un paleta, 2 guixaires pintors i 3 fusteries.
L'any 2000 a Versonnex hi havia 8 explotacions agrícoles que ocupaven un total de 296 hectàrees.

## Equipaments sanitaris i escolars
El 2009 hi havia una escola elemental integrada dins d'un grup escolar amb les comunes properes formant una escola dispersa.

## Poblacions més properes
El següent diagrama mostra les poblacions més properes.